# Fabrizio Andreatta

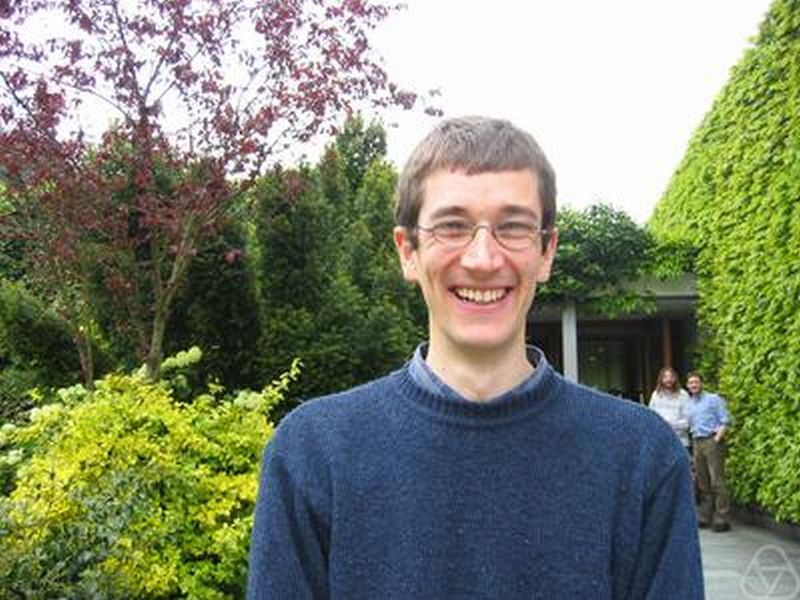
Fabrizio Andreatta 2005

Fabrizio Andreatta (1972) é um matemático italiano.
Andreatta obteve um doutorado em 2000 na Universidade de Utrecht, orientado por Frans Oort, com a tese Boundary properties of the Torelli locus. É professor da Universidade de Milão.
É palestrante convidado do Congresso Internacional de Matemáticos no Rio de Janeiro (2018: p-adic variation of automorphic sheaves, com Vincent Pilloni e Adrian Iovita). 

## Obras
- com E. Z. Goren, B. Howard, K. Madapusi Pera: Faltings heights of abelian varieties with complex multiplication, Annals of Mathematics, Volume 187, 2018, p. 391–531.
- com Adrian Iovita, Vincent Pilloni: p-adic families of modular cusp forms, Annals of Mathematics, Volume 181, 2015, p. 623–697, Arxiv
- com Iovita, Pilloni: Le Halo Spectral, 2015, Ann. Sci. ENS
- com Iovita, Pilloni: On overconvergent Hilbert modular cusp forms, Astérisque, Volume 382, 2016, p. 163–193
- com Iovita, Pilloni:  The adic, cuspidal, Hilbert eigenvarieties , Research in the Mathematical Sciences, Volume 3, 2016, p. 34
- com Iovita, Glenn Stevens: Overconvergent modular sheaves and modular forms for {\displaystyle GL_{2/F}} , Israel Journal of Mathematics, Volume 201, 2014, p. 299–359
- com E. Z. Goren: Hilbert modular forms: mod p and p-adic aspects. Memoirs of the American Mathematical Society, vol. 173, 2005